# Friedrichshagen (Hessisch Oldendorf)
Friedrichshagen è una frazione (Ortsteil) della città di Hessisch Oldendorf, nel land della Bassa Sassonia, in Germania.

## Storia
Già comune autonomo nel circondario della contea di Schaumburg, fu soppresso e incorporato a Hemeringen il 1º gennaio 1973; insieme con Hemeringen, fu unito a Hessisch Oldendorf il 29 gennaio successivo.